# Sant Just (Ardecha)
Sant Just d'Ardecha (en francès Saint-Just-d'Ardèche) és un municipi francès situat al departament de l'Ardecha i a la regió d'Alvèrnia-Roine-Alps. L'any 2007 tenia 1.469 habitants.
El 22 de març de 2011 canvia el seu nom oficial de Saint-Just a Saint-Just-d'Ardèche.

## Demografia

### Població
El 2007 la població de fet de Saint-Just d'Ardecha era de 1.469 persones. Hi havia 568 famílies de les quals 152 eren unipersonals (44 homes vivint sols i 108 dones vivint soles), 176 parelles sense fills, 204 parelles amb fills i 36 famílies monoparentals amb fills.
La població ha evolucionat segons el següent gràfic:
Habitants censats

### Habitatges
El 2007 hi havia 653 habitatges, 584 eren l'habitatge principal de la família, 32 eren segones residències i 37 estaven desocupats. 588 eren cases i 64 eren apartaments. Dels 584 habitatges principals, 403 estaven ocupats pels seus propietaris, 170 estaven llogats i ocupats pels llogaters i 11 estaven cedits a títol gratuït; 4 tenien una cambra, 37 en tenien dues, 70 en tenien tres, 180 en tenien quatre i 293 en tenien cinc o més. 438 habitatges disposaven pel capbaix d'una plaça de pàrquing. A 262 habitatges hi havia un automòbil i a 275 n'hi havia dos o més.

### Piràmide de població
La piràmide de població per edats i sexe el 2009 era:
| Homes | Edats   | Dones |
| ----- | ------- | ----- |
| 0     | 95 o +  | 0     |
| 4     | 90 a 94 | 0     |
| 4     | 85 a 89 | 4     |
| 12    | 80 a 84 | 0     |
| 28    | 75 a 79 | 68    |
| 28    | 70 a 74 | 32    |
| 36    | 65 a 69 | 16    |
| 28    | 60 a 64 | 28    |
| 28    | 55 a 59 | 24    |
| 52    | 50 a 54 | 44    |
| 36    | 45 a 49 | 32    |
| 52    | 40 a 44 | 64    |
| 44    | 35 a 39 | 44    |
| 36    | 30 a 34 | 56    |
| 40    | 25 a 29 | 24    |
| 28    | 20 a 24 | 28    |
| 52    | 15 a 19 | 36    |
| 56    | 10 a 14 | 36    |
| 40    | 5 a 9   | 32    |
| 16    | 0 a 4   | 24    |

## Economia
El 2007 la població en edat de treballar era de 941 persones, 647 eren actives i 294 eren inactives. De les 647 persones actives 556 estaven ocupades (320 homes i 236 dones) i 91 estaven aturades (41 homes i 50 dones). De les 294 persones inactives 92 estaven jubilades, 85 estaven estudiant i 117 estaven classificades com a «altres inactius».

### Ingressos
El 2009 a Saint-Just hi havia 590 unitats fiscals que integraven 1.497 persones, la mediana anual d'ingressos fiscals per persona era de 15.827 €.

### Activitats econòmiques
Dels 68 establiments que hi havia el 2007, 4 eren d'empreses alimentàries, 2 d'empreses de fabricació de material elèctric, 3 d'empreses de fabricació d'altres productes industrials, 12 d'empreses de construcció, 11 d'empreses de comerç i reparació d'automòbils, 2 d'empreses de transport, 10 d'empreses d'hostatgeria i restauració, 1 d'una empresa d'informació i comunicació, 4 d'empreses financeres, 4 d'empreses immobiliàries, 5 d'empreses de serveis, 6 d'entitats de l'administració pública i 4 d'empreses classificades com a «altres activitats de serveis».
Dels 28 establiments de servei als particulars que hi havia el 2009, 1 era una oficina de correu, 3 oficines bancàries, 2 tallers de reparació d'automòbils i de material agrícola, 1 autoescola, 2 paletes, 2 guixaires pintors, 3 lampisteries, 1 electricista, 1 empresa de construcció, 3 perruqueries, 8 restaurants i 1 agència immobiliària.
Dels 4 establiments comercials que hi havia el 2009, 1 era una botiga de més de 120 m², 2 fleques i 1 una llibreria.
L'any 2000 a Sant Just d'Ardecha hi havia 44 explotacions agrícoles que ocupaven un total de 780 hectàrees.

## Equipaments sanitaris i escolars
L'únic equipament sanitari que hi havia el 2009 era una farmàcia.
El 2009 hi havia 2 escoles elementals.

## Poblacions més properes
El següent diagrama mostra les poblacions més properes.